# Inchydoney
Inchydoney (en irlandés: Oileán Inse Duine) es una pequeña isla alargada unida al continente por dos calzadas y que se encuentra en la zona turística del oeste del Condado de Cork, en el país europeo de Irlanda. La ciudad más cercana es Clonakilty. Tiene una playa considerada Bandera Azul.
En 1584, la isla, después de haber sido revertida a la Corona, fue concedida por la reina Isabel I al obispo de Ross. Después de la batalla de Clonakilty, en 1642, 600 soldados de las fuerzas irlandesas marcharon hacia la isla para refugiarse, pero con la marea de la época, se ahogaron antes de que pudieran llegar.